# Навахо
Навахо (Навајо) је атабаскански народ и један од највећих индијанских народа северно од Мексика, који према информацијама Бироа за индијанске послове из 1960. има 90.000 припадника. Данашњи број им је међутим далеко већи, према попису из 2010. било је 286.731 Навахоа, када се укључе особе које су навеле да имају мешано порекло било их је 332.129. Већина обитава у великом резервату Навахо, где имају своје племенско средиште, градић Виндоу Рок. Резерват се простире на огромном подручју североисточне Аризоне, северозападног Њу Мексика, и суседним крајевима југоисточне Јуте.

## Име
Име „навахо“ дошло је од назива Тева Индијанаца Наваху, које се односило на велико подручје обрађеног земљишта, а дано је и бившем пуеблу Тева. Назив се касније шири на племе Навахо, које су Шпанци називали Апачес де Навахо, зато што су се ови настанили на подручју племена Тева и близу њега, те да би се разликовали од Апача. Сами себе они пак називају Дине ("људи"). Разна друга племена називала су их другим именима. Племе Јути их је називало Паговитчи - „ножеви од трске“ а племе Зуни „дивљи којоти“. Њихови најближи сродници Апачи, с којима су некада чинили један народ, према локацији су их прозвали „они што живе на граници с Јутима“. Остали називи били су: Хавасупаи, Хопи, Тонто Апачи, Ооп, Пима.

## Класификација
Навахо језик један је од језика породице Атапаскан, и припада скупини апачких, односно јужних атапасканских језика. Преци Јужних Атапаска наводно су пре 1000. године дошли на подручје америчког Југозапада, можда и нешто касније, где су наишли на стално насељене и мирољубиве сеоске Индијанце који су им језично били несродни.

## Социјална организација
Навахо, као и Ирокези те њима сродни Апачи, припадају матрилинеарним заједницама, што се изменило због новог закона Сједињених Држава. Станиште је било матрилокално, али жена се стицала откупом за коње, а постоји и око 60 кланова, у најновије доба око 130. Преласком са старог номадског начина живота и одласком у резервате Навахо се почињу бавити овчарством. Матрилинеарним наслеђем жена је власник свега, и мушкарац до жене мора доћи откупом за коње. Богатство у коњима омогућава му да се може оженити у богатијим клановима. Овај обичај, код Наваха 19. стољећа јавља се почетком распада матрифокалности. Америчка влада касније укида матрилинеарне обичаје Наваха.
Кланове Наваха према миту створила је Сун жена (женски културни херој), од коже скинуте са разних делова свога тела: прсију, леђа, испод десне руке, леве руке и другде. Клан је остао веома живо укорењен међу њима, и данас када се на путу сусретну два Наваха, прво се представљају својом кланском припадношћу.

## Живот и обичаји
Навахо су изворно били номадско племе, веома сродно Апачима и вероватно мексичким Тобосо, Јокома и Јано Индијанцима. Зиму су проводили полу-укопаним хоганима, летње насеље било је заклон од грмља и грања. Бавили су се ловом на лосове, антилопе и јелене. Од суседних пуебло племена преузели су обраду тла (кукуруз и пасуљ) али су се бавили и сакупљањем. Након што је у раном 17. веку уведена овца, они знатно мењају свој живот, овца је истиснула лов и пољопривреду и они постају пастирско племе.

### Боравишта
Хоган је традиционално боравиште Навахоса направљена од дрвених трупаца и грања, облепљена земљом и блатом. Зимско боравиште делом је укопана у земљу. Ипак две су главне врсте хогана, мушки и женски.

### Одећа
Одећа се код Навахо мушкараца и жена израђивала од јеленске коже, коју у касније доба замењује памук. Састоји се код мушкараца од кошуље без оковратника, прегача до испод колена и мокасина. Традиционална ношња Навахо-жена састоји се од мокасина високих до колена, памучне сукње и дуге блузе без рукава. Накит, обично од сребра, носе и мушкарци и жене.

## Уметност
Сликање песком је најпознатија уметност Навахо Индијанаца церемонијалног сликања разнобојним зрнцима песка, Индијанци га налазе у пустињи, око 240 км од Великог Кањона у подручју националног парка Петрифрјд Форест, простире се на преко 19.000 km². Ово подручје припада резерватима Индијанаца Хопи и Навахо. Знање сликања песком дали су им ‘Свети људи’ који су живели у Подземљу. Слике стварају уз обредно певање песама у разним ритуалима: Холовеј ритуали доводе до излечења по њиховом веровању. Холовеј песме су заправо њихов облик егзорцизма, истеривања ђавола, док се Лифевеј песмама санирају штете проузроковане несрећама. Овакве церемоније део су свих Холовеј церемонија.
Осим оваца, Навахо од Шпанаца наслеђују и уметност обраде сребра и тиркиза, од кога су почели примитивним помагалима израђивати сребрно прстење и други накит. Тиркиз за ове Индијанце представља свети камен. Навахо га носи као фетиш.
Такозвани 'Навахо бланкет', жене овог племена израђују их на примитивним ткалачким становима. Ови покривачи лепих су боја и жене их данас често производе због продаје.

## Религија
Шаманизам.
Народ Навахо има шаманску религију, попут Сијукса и разних других племена, познавали су шамане-бердаше, који су истовремено били веома поштовани али и презирани због своје природе. Тиркизни хермафродит, како их зову Навахоси, могли су бити рођени као хермафродити, али су се могли и сами прогласити надле-шаманом, ови други су свакако били трансвестити, а облачили су се попут жена. Навахи верују у постојање разних богова, духова и културних хероја. Представу о паклу и рају немају, него верују у будући живот који ће провести са људима у доњем свету. Они су свакако зависни о веровањима у магију и разних врста шамана који имају велики утицај међу њима.
У оригиналном Навахо-миту, свет је стваран пет пута. Пети је онај у којем ми данас живимо.

## Популација
Навахи су 1680. имали око 8.000 душа; 7,300 (1867); 9,000 (1869); 17,204 (1890); 20,000 (1900); 30,000 (1923); у новом миленијуму преко 140,000.

## Навахо Данас
Навахи данас живе под именом Навајо Нејшн. Узгој оваца, производња накита од сребра и тиркиза, те 'навахо-покривачи' који се продају туристима чине овим људима један од извора зараде. У новије вријеме на подручју резервата откривен је плин, уранијум, и други минерали, који би племену требало да осигурају сигурнију будућност. Они ипак данас спадају у једну од најсиромашнијих заједница америчких домородаца.